# 民事作戦
民事作戦（みんじさくせん、英: Civil Affair Operations）とは、軍事作戦を促進するための民間の領域における軍隊の作戦行動を言う。
自衛隊における、「民生協力」「民生支援活動」と呼ばれるものにあたる。

## 概要
軍事力を効果的に運用するためには部隊が行動する地域の環境を指揮官は考慮しなくてはならない。その際に民軍関係が重大な作戦問題として考えられる。
民事作戦における民軍関係とは地域に駐留する軍と同地域の住民の関係であり、軍との関係が友好的である限りは必要な資源や情報の提供、作戦行動への協力などが期待できるが、反対に敵対的な住民は部隊に直接的、間接的な手段によって脅威を与え、作戦行動を妨害する。
加えて作戦遂行のために必要な行政機関や各種団体との連携の促進も必要である。以上のような必要性から、民事作戦は軍隊が住民や民事に関連する諸機関に計画的に働きかける。